# バッキー井上
バッキー井上（バッキー いのうえ、本名:井上 英男 1959年 - ）は、京都市の出身の著作家、酒場ライター。

## 経歴
京都市中京区生まれ。画家、踊り子などを経て、現在の本業は錦市場の漬物店「錦・高倉屋」の店主。そのかたわら、日本初の酒場ライターと称して雑誌『Meets Regional』（京阪神エルマガジン社）などに、京都の街・人・店について記す。昼はいつも錦市場の漬物店店頭にいる。
『Meets Regional』の創刊以来、「百の扉、千の酒」を連載している。

## 著書
- 行きがかりじょう（「百練文庫」，2004年）
- 京都店特撰 たとえあなたが行かなくとも店の明かりは灯ってる。（「140B」，2009年）
- いっとかなあかん店・京都（「140B」,2018年）
- 残念こそ俺のご馳走。そして(「ミシマ社」2020年)
- 京都裏寺ハタチ前（ある回想）　（「波、新潮社」　2021年）
- 京都裏寺ハタチ前（そして水道屋は「画家・踊り子」になった）　（「波、新潮社」2021年9月号）